# Championnats de Hongrie de VTT
Les championnats de Hongrie de vélo tout terrain sont des compétitions ouvertes aux coureurs de nationalité hongroise.

## Palmarès masculin

### Cross-country

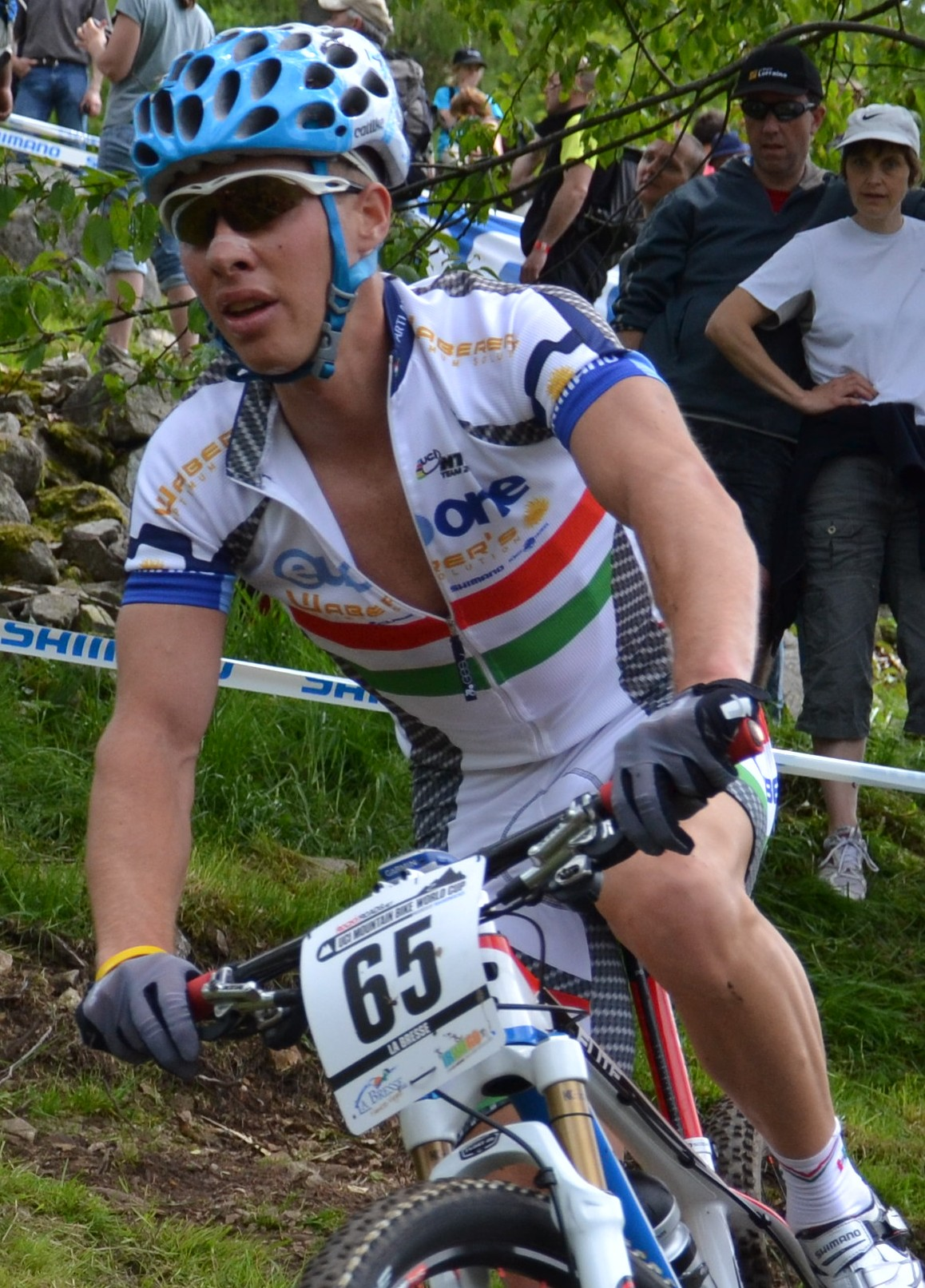
Andras Parti, avec le maillot de champion de Hongrie lors de la Coupe du monde 2012 à La Bresse

| Année | Or               | Argent           | Bronze               |
| ----- | ---------------- | ---------------- | -------------------- |
| 2004  | Janos Vizdak     | Szilárd Buruczki | András Parti         |
| 2005  | Zsolt Vinczeffry | Szilárd Buruczki | Balazs Burgermeister |
| 2006  | András Parti     | Szilárd Buruczki | Márton Blazso        |
| 2007  | András Parti     | Szilárd Buruczki | Márton Blazso        |
| 2008  | András Parti     | Szilárd Buruczki | Andreas Melts        |
| 2009  |                  |                  | András Parti         |
| 2010  | András Parti     |                  |                      |
| 2011  | András Parti     |                  |                      |
| 2012  | András Parti     |                  |                      |
| 2013  | András Parti     |                  |                      |
| 2014  | András Parti     | András Szatmáry  | Zoltán Vígh          |
| 2015  | András Parti     | Zsolt Juhász     | Zoltán Vígh          |
| 2016  | András Parti     | Zsolt Búr        | Szilárd Buruczki     |
| 2017  | András Parti     | Márton Dina      | Attila Valter        |
| 2018  | András Parti     | Zsombor Palumby  | Márton Dina          |
| 2019  | Márton Dina      | Attila Valter    | Andras Parti         |
| 2020  | András Parti     | Márton Dina      | Zsombor Palumby      |
| 2021  | András Parti     |                  |                      |

### Marathon
| Année | Or               | Argent      | Bronze        |
| ----- | ---------------- | ----------- | ------------- |
| 2006  |                  |             | András Parti  |
| 2007  |                  |             | András Parti  |
| 2008  | András Parti     |             |               |
| 2010  | András Parti     |             |               |
| 2015  | Szilárd Buruczki | Zoltán Vígh | Márton Blazsó |
| 2017  | András Parti     | Márton Dina | Dániel Dina   |
| 2018  | András Parti     |             |               |
| 2019  | András Szatmáry  |             |               |
| 2020  | Zsombor Palumby  |             |               |
| 2021  | Zsombor Palumby  |             |               |

### Descente
| Année | Or           | Argent            | Bronze          |
| ----- | ------------ | ----------------- | --------------- |
| 2013  | Attila Liszi | Miklos Kantor     | Peter Keresztes |
| 2015  | David Zambo  | Máté Ettinghausen | Florian Wilhelm |

### 4-cross
| Année | Or          | Argent          | Bronze       |
| ----- | ----------- | --------------- | ------------ |
| 2015  | András Hódi | Gabor Vigh-Kiss | Bence Kovács |

## Palmarès féminin

### Cross-country
| Année | Or              | Argent              | Bronze             |
| ----- | --------------- | ------------------- | ------------------ |
| 2014  | Barbara Benkó   | Eszter Dósa         | Brigitta Poór      |
| 2015  | Barbara Benkó   | Veronika Cseh       | Linda Gölt-Zelenij |
| 2016  | Barbara Benkó   | Veronika Cseh       | Beata Balazs       |
| 2017  | Barbara Benkó   | Linda Göltl Zelenij | Seffer Judit       |
| 2018  | Barbara Benkó   | Regina Schmidel     | Veronika Cseh      |
| 2019  | Barbara Benkó   | Veronika Cseh       | Virág Buzsáki      |
| 2020  | Kata Blanka Vas | Barbara Benkó       | Virág Buzsáki      |
| 2021  | Kata Blanka Vas |                     |                    |

### Marathon
| Année | Or              | Argent        | Bronze           |
| ----- | --------------- | ------------- | ---------------- |
| 2015  | Brigitta Poór   | Veronika Cseh | Beata Balazs     |
| 2017  | Barbara Benkó   | Beata Balazs  | Fanni Ringelhann |
| 2018  | Regina Schmidel |               |                  |
| 2019  | Beata Balazs    |               |                  |
| 2020  | Kata Blanka Vas |               |                  |
| 2021  | Adél Horváth    |               |                  |